# 野田真吉
野田 真吉（のだ しんきち、1916年1月28日 - 1993年11月22日）は、日本のドキュメンタリー映画監督・評論家、詩人。本名は、亘 真吉（わたり しんきち）。野田 眞吉表記もある。

## 係累
息子に、映像民俗学者で駒沢女子大学教授の亘純吉、キャメラマン・映画プロデューサー・オフィスエムエイピー（野田の映像作品のビデオ等を販売している）代表の亘真幸（亘眞幸）。息子たちは、野田の制作映画にスタッフとして参加もしている。
父は南宗派の画家の野田青石。宇宙機エンジニアの野田篤司は青石の曾孫であり、遠縁にあたる。

## 略歴
1916年（大正5年）1月28日生まれ。愛媛県八幡浜市矢野町出身。
1937年、早稲田大学文学部仏文科卒業。在学中に中原中也の面識を得て私淑し、詩作を始める。 
大学卒業後、P.C.L.に入社し文化映画部に配属。先輩の亀井文夫と知り合い、亀井作品の制作を担当。1940年「郵便従業員」で監督としてデビュー。だがほどなく、召集され敗戦まで陸軍に所属。
戦後、東宝に復帰し、日本共産党に入党。東宝争議に参加し、1949年に退社してフリーとなる。
以降、PR映画、社会派作品などを並行して発表。また記録映画作家の団体「日本記録映画作家協会」の結成に関わる。
その一方、大島渚、吉田喜重らの「映画批評の会」、安部公房、島尾敏雄らの「現在の会」、安部、花田清輝、佐々木基一らの「記録芸術の会」、長谷川龍生、黒田喜夫、関根弘らの「現代詩の会」など、さまざまな集団に関わって活動を行う。
60年安保闘争の後は共産党からはなれ、1964年に「日本記録映画協会」から分派して「映像芸術の会」を結成（メンバーは、松本俊夫、土本典昭、黒木和雄、東陽一、小川紳介ら）。機関誌の編集にも携わり、盛んに評論活動を行う。
また、1967年には杉並区在住の佐々木基一、城所昌夫、長谷川龍生、中薗英助、間宮則夫、森弘太、夫馬基彦らと「杉並シネクラブ」を結成。同会は定期上映会、会誌の発行の他、京都、浜松のシネクラブとの交流等も行ったが、1972年に解散。だがクラブに参加した学生たちとは、その後も交流が続いた。また、佐々木基一、城所昌夫、有馬弘純、夫馬基彦らとは、サロン的な「点の会」を結成し、雑誌『点』を発行した。のち、1985年には「点の会」のメンバーでイベント「われらの自由ゼミ」を企画・実行している。
ドキュメンタリー映像作家としては、1970年代以降は民俗映像に興味を移し、1991年までに自主制作で「民俗神事芸能三部作」と呼ばれる作品を発表。
1978年には、野口武典（社会人類学者）、宮田登（民俗学者）、北村皆雄（ドキュメンタリー監督）とともに発起人として、映像作家と学者との研究・親睦団体「日本映像民俗学の会」を創設している。また、牛山純一が創設した日本映像記録センターや、山口賢がプロデューサーの秀英社などで、テレビドキュメンタリーも作り続けた。
晩年は那珂太郎、佐々木基一、夫馬基彦らと連句会「魚の会」を作り、俳号・魚々で句をよんでいた。また、中世歌謡集『閑吟集』に十数年来こだわり、それについての注解の執筆を試みたが、出版されずに終わった。
1993年（平成5年）11月22日死去。77歳没。

## 主な監督作品
- 「郵便従業員」（1940）
- 「子供に遊び場を」（1941）[注釈 1]
- 「僕達は働らく」（1942）
- 「農村住宅改善」（1942）
- 「機関車小僧」（1949）
- 「鋳物の技術 キュポラ熔解」（1954）
- 「京浜労働者」（1954）
- 「松川事件 真実は壁を透して」（1954）
- 「この雪の下に」（1956）
- 「東北のまつり」 第1部・第2部・第3部（1956 - 1957）
- 「忘れられた土地」（1958）
- 「マリン・スノー 石油の起源」（1960）
- 「まだ見ぬ街」（1964）
- 「モノクロームの画家 イヴ・クライン」（1964）
- 「オリンピックを運ぶ」（1964） 松本俊夫と共同監督
- 「ふたりの長距離ランナーの孤独」 (1966）
- 「これがベトナム戦争だ!」 (1968）
- 「冬の夜の神々の宴 遠山の霜月祭」（1970）- 民俗神事芸能三部作
- 「世附（よづく）の百万遍念仏・獅子舞」（1971）
- 「裸の時代 ポルノ映画・愛のコリーダ」（1976）
- 「くずれる沼 画家山下菊二」（1977）
- 「富山村の御神楽祭り」（1975）
- 「ゆきははなである 新野の雪まつり」（1980）- 民俗神事芸能三部作
- 「水谷勇夫の世界・十界彷徨」（1984）
- 「砲台のあった島 猿島」（1988）
- 「生者と死者のかよい路 新野の盆おどり・神送りの行事」（1991）- 民俗神事芸能三部作

## 著書
- 『回虫の生態』（編、岩崎書店） 1953
- 『奈落転々』（詩集）（創樹社） 1978
- 『野田真吉・ある記録映画作家の軌跡』（風景社） 1981.11
- 『暗愚唱歌』（詩集）（創樹社） 1982
- 『日本ドキュメンタリー映画全史』（社会思想社） 1984.2
- 『ある映画作家 フィルモグラフィ的自伝風な覚え書』（泰流社） 1988.6
- 『中原中也 わが青春の漂泊』（泰流社） 1988.12
- 『映像 黄昏を暁と呼びうるか』（泰流社） 1991.9